# Neolepton amatoi
Neolepton amatoi is een tweekleppigensoort uit de familie van de Neoleptonidae. De wetenschappelijke naam van de soort is voor het eerst geldig gepubliceerd in 2004 door Zelaya & Ituarte.